# اندیس آنومالی چهارگنبد۱
آنومالی چهارگنبد۱ یک اندیس فلزی است که در حوالی شهر چار گنبد استان کرمان قرار دارد و مادهٔ معدنی موجود در آن، طلا است.  